# Карл Гейн
Карл Якоб Гейн (ест. Karl Jakob Hein, нар. 13 квітня 2002, Пилва, Естонія) — естонський футболіст, воротар англійського клубу «Арсенал» та національної збірної Естонії.

## Ігрова кар'єра

### Клубна
Карл Гейн є вихованцем естонського клубу «Нимме Юнайтед», де він з 2015 року грав у молодіжній команді.
У травні 2018 року воротар приєднався до футбольної академії лондонського «Арсеналу» і підписав з клубом професійний контракт. Вперше в заявці на гру основного складу Гейн з'явився у жовтні 2020 року на матч Ліги Європи проти ірландського «Дандолка». Після проведених передсезонних зборів 2021/22 Гейн підписав з клубом новий довготривалий контракт.
Дебют Гейна у першій команді відбувся у листопаді 2022 року у матчі Кубка Ліги проти «Брайтона», де «Арсенал» поступився 1:3.
До цього, Карл Гейн провів в оренді в «Редінгу» кінцівку сезону 2021/22.

### Збірна
З 2017 року Карл Гейн виступав за юнацькі та молодіжну збірні Естонії.
5 вересня 2020 року у матчі Ліги націй проти національної збірної Грузії Гейн відзначився дебютом у складі національної збірної Естонії. Де в подальшому забронював за собою місце основного голкіпера команди.

## Титули
Естонія
 Переможець Балтійського кубка: 2020
Індивідуальні
- Кращий молодий гравець року в Естонії: 2020,[11] 2021[12]